# Dyschiriognatha tangi
Dyschiriognatha tangi är en spindelart som beskrevs av Zhu, Song och Zhang 2003. Dyschiriognatha tangi ingår i släktet Dyschiriognatha och familjen käkspindlar. Inga underarter finns listade i Catalogue of Life.